# TVパニック
TVパニック（テレビパニック、TV Panic）は、大阪府豊中市に本社を置く株式会社NESTAGEが経営するゲームソフト販売店のフランチャイズチェーン（FC）のうち、NESTAGEの前身である株式会社明響社が経営していたチェーン。2005年12月現在、約300店舗。
前身は1980年に神戸市東灘区岡本に浅沼丈二が開業したオヤユビピアノである。レンタルスタジオ、喫茶店、レコードレンタル（店内テープ録音）の３つの機能を持った画期的な店舗だった。翌1981年、明響社としてレコードレンタル店「オヤユビピアノ」を豊中市内に開業する。1989年に同市内でTVパニック1号店を開業し、翌年からFC展開を開始する。1991年には他の有力FCと共に「ファミコン」の商標使用を任天堂とライセンス契約し、翌1992年に他のFCとジャパンテレビゲームチェーン協会（JAG）を設立する。
しかし、1994年12月に発売されたPlayStationの販売契約を巡ってボックスグループ（ドキドキ冒険島）やブルート（1999年倒産）と共にソニー・コンピュータエンタテインメントの要求通り「再販価格維持」「中古品売買禁止」を遵守する「服従路線」を主張して他のFCと対立。これが原因でJAGは1996年に空中分解してしまう。
1998年にコンピュータエンターテインメントソフトウェア協会（CESA）などが開始した「違法中古ゲームソフト撲滅キャンペーン」に対してもテレビゲームソフトウェア流通協会（ARTS）が徹底抗戦の構えを見せたのに対し、明響社はボックスグループやブルートと共にテレビゲーム専門店協会（ACES）を立ち上げてCESAに反抗しない態度を表明。にもかかわらず、2000年のPlayStation 2発売に際してソニーはACES各社に見返りを全く与えず、逆に「バックマージン全廃」を打ち出したことで反発を強め、TVパニック加盟FCも中古品売買を順次再開する。
結局、2002年4月に最高裁判所で中古ゲームソフト売買は著作権法に違反しないことが確定。これに前後して結成された日本テレビゲーム商業組合には明響社も当初から参加し、JAG解散以来の悲願であったゲームソフト販売店の組織一本化が再び実現した。
2005年、創業者・浅沼丈二らが保有する株式の大部分をクインランド（神戸市東灘区）に売却。明響社はやはり同じクインランドの傘下となった同業のアクト（岡山市）と2006年2月に合併し、NESTAGEとなったが両社のFCであるTVパニックとwanpakuは当面、並行して存続する予定。